# Fotoautotrofi
Fotoautotrofe eller fototrofe (græsk: photo = ”lys” + auto = ”selv” + troph = ”næring”, dvs. ”lys-selvernærende”) er organismer (oftest planter), der har fotosyntese. Energi fra sollys og stof fra CO2 og vand bliver omdannet til organiske stoffer, der bruges i cellernes forskellige funktioner som f.eks. stofskifte og ånding. Ud fra et økologisk perspektiv skaber de næring til alle andre former for liv (bortset fra autotrofe organismer af typen kemotrofe). I landjordens miljøer er planterne den herskende variant, mens hav- og ferskvandsmiljøerne rummer en række af fototrofe organismer som f.eks. alger (herunder tangplanter), andre protister (f.eks. Euglena) og bakterier (som f.eks. cyanobakterier).
Fotoautotrofe organismer er altså selvforsynende (autotrof) ved hjælp af fotosyntese. Det hævdes somme tider, at en bestemt snegl i Centralafrika skulle mestre det kunststykke at æde planter uden at fordøje grønkornene. De bliver i stedet anbragt lige under dyrets hud, farver det grønt og skaffer det fotosyntese. Hvis denne snegl findes, er der altså tale om et fotoautotroft dyr, men ellers er det udelukkende planter, alger eller bakterier, som har denne livskilde.
Et af produkterne fra denne proces er stivelse, der kan brugs, når lysindstrålingen er for ringe til at dække organismens umiddelbare behov. Fotosyntetiserened bakterier bruger et stof, som kaldes bakterieklorofyl, og de lever i søer og damme, hvor de bruger brint fra svovlbrinte i stedet for vand til deres kemiske proces. (Bakterioklorofyl-farvestoffet opfanger lys fra den yderste del af det infrarøde og UV-spektret. Det er bølgelængder, som ligger uden for det normale klorofyls rækkevidde). Cyanobakterier lever i ferskvand, havvand, jord og som symbiosepartnere i lav, og de bruger en plantelignende fotosyntese.
En fotolitotrofisk autotrof er en autotrof organisme, som bruger lysenergi og en uorganisk elektronkilde i fotosyntesen (f.eks. H2O, H2, H2S), og CO2 som sin kulstofkilde. Eksempler findes også blandt planterne.